# Los Mesones
Los Mesones är en ort i Mexiko.   Den ligger i kommunen Atlixtac och delstaten Guerrero, i den sydöstra delen av landet, 210 km söder om huvudstaden Mexico City. Los Mesones ligger 1 886 meter över havet och antalet invånare är 255.
Terrängen runt Los Mesones är lite bergig. Runt Los Mesones är det ganska glesbefolkat, med 43 invånare per kvadratkilometer. Närmaste större samhälle är Pochutla, 12,3 km norr om Los Mesones. I omgivningarna runt Los Mesones växer huvudsakligen savannskog.